# Jacqueshuberia amplifoliola
Jacqueshuberia amplifoliola är en ärtväxtart som beskrevs av John Macqueen Cowan. Jacqueshuberia amplifoliola ingår i släktet Jacqueshuberia och familjen ärtväxter. Inga underarter finns listade i Catalogue of Life.